# Sebastián Capella
Sebastián Capella Pallarés (Sagunto, 1927 - San Diego (California), 15 de marzo de 2013) fue un pintor español especializado en retratos al óleo. 
Fue Académico de la Real Academia de Bellas Artes de San Carlos y miembro de honor de Lo Rat Penat.  
Entre 1949 y 1955 estudió Arte en la «Escuela Superior de Bellas Artes» de Valencia, donde obtuvo el título de profesor de Bellas Artes y el título de maestro. Estudia luego en Madrid y París, y en 1966 se traslada a Estados Unidos, para ejercer como instructor de arte y profesor en la Universidad de San Diego. Desde 1970 impartió clases particulares de dibujo y pintura en el «Instituto de Arte» de San Diego y en su estudio-residencia en La Jolla.